# Osteopilus septentrionalis

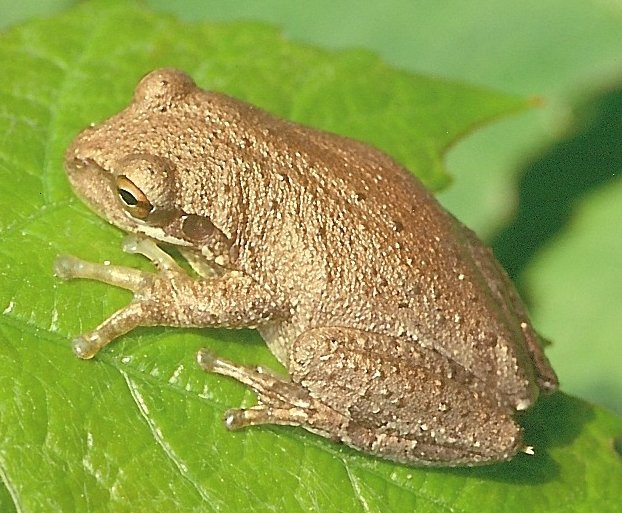
Exemplar d'aquesta espècie.

Osteopilus septentrionalis és una espècie de granota autòctona de Cuba.

## Dieta
La seua dieta inclou insectes, granotes (incloent-hi de la seua mateixa espècie), serps, llangardaixos i moixons.